# Fernando Redondo Ituarte
Fernando Redondo Ituarte (Mahón, 2 de noviembre de 1882 - México, 1949) fue un militar y esperantista español.
Fernando Redondo fue un colaborador estrecho de Julio Mangada Rosenörn, tanto en sus actividades como esperantista como posteriormente en el ejército. También fueron compañeros en la masonería.
Entre sus actividades en relación con el esperanto, figuran la creación de la revista "Homaro" en 1910, la participación en las asociaciones esperantistas españolas, y la traducción de diversas obras de la literatura española.
En 1933 actuó como jefe de Estado Mayor del entonces comandante militar de Mallorca, Francisco Franco. A finales del mismo año se retiró del servicio activo.
Durante la guerra civil española se reincorporó al ejército, y luchó en la sierra de Guadarrama , en el seno de la Columna Mangada. En 1937 fue nombrado jefe de Estado Mayor en Menorca. Fue una de las últimas personas en abandonar la isla cuando ésta se rindió a las tropas de Franco. Se exilió a México, donde murió.